# Rolf Soja
Rolf Soja (* 23. April 1947 in Soest; † 9. Oktober 2018 in Muskoka Lakes) war ein deutscher Komponist, Arrangeur und Produzent. Seine größten Erfolge hatte Soja mit dem spanischen Duo Baccara. Der Hit Yes Sir, I Can Boogie stammt aus seiner Feder. Gemeinsam mit Frank Dostal zeichnete er für alle Charterfolge von Baccara verantwortlich.

## Werk
Neben Baccara haben Nana Mouskouri, Mireille Mathieu, Hildegard Knef, Gitte, Waterloo & Robinson, Ireen Sheer, Claude François, Mayte Mateos (Leadsängerin von Baccara) Kompositionen von Rolf Soja auf Schallplatte bzw. CD veröffentlicht. Soja arbeitete zudem mit Heino, Jonny Hill, Tony Holiday und Klaus Hoffmann.
Rolf Soja schrieb außerdem Filmmusiken und nahm mit seinen Songs zweimal am Eurovision Song Contest (1978 und 1986), sowie 1977 am Yamaha World Popular Song Festival in Tokio teil.
Im Jahr 2008 arbeiteten Rolf Soja und Frank Dostal nach 25-jähriger Pause wieder mit der Leadsängerin Mayte Mateos und deren neuer Partnerin Paloma Blanco (Ex-Mitglied von La Década Prodigiosa) zusammen. Das Ergebnis war das Ende Juni 2008 veröffentlichte Baccara-Album Satin …In Black & White.
Von Sojas Liedern existieren zahlreiche Coverversionen. Yes Sir, I Can Boogie wurde etwa 50 Mal gecovert, u. a. von James Last, Sophie Ellis-Bextor und Brotherhood of Man.
Soja lebte ab 1982 in Kanada, wo er im Oktober 2018 im Alter von 71 Jahren starb. Er hinterließ seine Frau, vier Söhne und zwei Enkelkinder.

## Diskografie

### Singles, Album Tracks und Soundtracks
- 1971: Wenn aus Freundschaft Liebe wird / Meine Welt bist du – Iris Blatt (Single BASF)
Wer an Liebe glaubt / Monsineur Dubonet – Iris Blatt (Single BASF)
- 1972: Lover’s Rainbow Wonderland / Lazy Lady Sunshine – John Tuner (Single Philips)
Regenbogenland / Lazy Lady Sunshine – John Tuner (Single Philips)
- 1973: J’ai retrouvé ma liberté – Claude Francois (Album Track Flèche)
Sing Your Song / You Make Me Happy – John Tuner (Single Philips)
- 1974: Gewonnen / Alle Träume, die wir träumen – Peter Knigge (Tony Holiday) (Single Polydor)
- 1976: Eine Frau ist eine Frau – Hildegard Knef (B-Seite + Album Track Philips)
Ein Frühling, ein Sommer, ein Jahr / Heimatland – Stephanie Lindbergh (Single RCA)
Blinde Katharina – Klaus Hoffmann (Album Track RCA)
Tränen, die du geweint / Ruf mich an – Janosch Rosenberg (Single RCA)
Edeltraut / Wenn die Sonnenblumen blühen – Karol Duchon (Single RCA)
Laß uns eine Nacht lang tanzen / O Maria – Karol Duchon (Single RCA)
- 1977: Yes Sir, I Can Boogie / Cara Mia – Baccara (Single RCA)
Sorry, I’m A Lady / Love You Till I Die – Baccara (Single RCA)
Koochie-Koo / Granada – Baccara (Single RCA)
Fühl’ mich / Komm zu mir – Stephanie Lindbergh (Single RCA)
Lover Man / Long time – Lesley Hamilton (Single RCA)
Vogel flieg’ / Das Märchen einer Frühlingsnacht – Stephanie Lindbergh (Single RCA)
Die Arbeit hört nie auf – Jonny Hill (Album Track RCA)
Carolyn – Jonny Hill (Album Track RCA)
Yes Sir, I Can Boogie (Deutsche Originalversion) – Gisela Stern (Single RCA)
Tränen, die du geweint (instr.) – Orchester Rolf Soja (Single RCA B-Seite)
- 1978: Darling / Mad In Madrid – Baccara (Single RCA)
Parlez-vous français? (english version) / You and Me – Baccara (Single RCA)
Parlez-vous français? (french version) / Amoureux – Baccara (Single RCA)
The Devil Sent You to Lorado / Somewhere in Paradise – Baccara (Single RCA)
El diablo te mandó a Lorado / Somewhere in Paradise – Baccara (Single RCA)
No Hollywood Movie / Brand new Baby – Lesley Hamilton (Single RCA)
In jener Sommernacht / Manito – Stephanie Lindbergh (Single RCA)
Von Hollywood träumen / Sieben Schritte – Gitte (Single RCA)
Capri, the Night and you / Roses Don’t Grow – Lesley Hamilton (Single RCA)
Beim alten Bill in Oklahoma – Heino (Single EMI)
Hollywood Dromme – Gitte (Single EMI)
A Taste of Summerwine / Come Home – Kirstin Lill (Single Metronome)
Sandy / Meine Träume waren wie sie – Janosch Rosenberg (Single RCA)
- 1979: Body Talk / By 1999 – Baccara (Single RCA)
Baila tú / En el año 2000 – Baccara (Single RCA)
Ay, Ay Sailor / One, Two, Three, That’s Life – Baccara (Single RCA)
Eins plus eins ist eins / For You – Baccara (Single RCA)
Do You Remember Marianne / Why Butterflies Never Cry – Waterloo + Robinson (Single RCA)
Ich denk’ noch oft an Marianne / Zigeuner sind wie der Wind – Waterloo + Robinson (Single RCA)
Sally, They’re Selling the Army / Oh, Lady Frankenstein – Waterloo + Robinson (Single RCA)
Du, die verkaufen die Army / Oh, Lady Frankenstein – Waterloo + Robinson (Single RCA)
Gigolo / American Dream – Super (Single RCA)
Hello Tiger / Rien ne va plus – Super (Single RCA)
My Jukebox Baby / Flowers – Lesley Hamilton (Single RCA)
You gotta move / Summer Lullaby – Lesley Hamilton (Single RCA)
Heimweh ist ein Traum ohne Ende – Nana Mouskouri (Single Philips B-Seite)
Lieder, die die Liebe schreibt – Nana Mouskouri (Single Philips)
Meine Zeit mit dir / Für Dich – Horst Frank (Single RCA)
Ute Schnute Kasimir / Ute Schnute Kasimir (instr.) – Ute Schnute Kasimir (Single RCA)
- 1980: Sleepy-Time-Toy / Candido – Baccara (Single RCA)
Mañana Mama / The Rainbow – Frecuencia Mod (Single RCA)
OK, We’re a Bad Generation / Highway Hotel – Lesley Hamilton (Single RCA)
Night of No Return / I Don’t Believe in Diamonds – Lesley Hamilton (Single RCA)
Come Fly My Plane / It’s Time for Love – Yardena Arazi (Single RCA)
Wo sind die Mädchen / Ein kleines Stück von mir – Horst Frank (Single RCA)
- 1981: Souvenirs from Paradise / Gipsy – Mayte (Single RCA)
Recuerdos del ayer / Tendras siempre mi amistad – Mayte (Single RCA)
Give An’ Take / Benjie – Lesley Hamilton (Single Polydor)
Tell Me Why / See You Tomorrow – Whisper Sisters (Single RCA + Soundtrack „Ab in den Süden“)
- 1982: Nur Du – Mireille Mathieu (Single Ariola B-Seite)
The Rainbow – Frecuencia Mod (B-Seite von „Happy Everything“) (Single RCA)
Die zwerver op straat – Wilma (Single Polydor)
- 1983: Nordlichter – Geschichten zwischen Watt und Weltstadt – Soundtrack
- 1984: Calgary – Horea Crishan (Album Track Polydor)
- 1985: Dancing in the Desert / Watch Out – Wanda Cross (Single/Maxi Zyx Rec.)
It Takes a Lifetime / One Night Stand / It Might Be You – Cheryl Hardy (Maxi Papagayo/Emi)
- 1986: L’amour de ma vie / The Love of My Life – Sherisse Laurence (Single RCA)
- 1989: End Of Time – Out Of Bounds (Single/Maxi Ariola)
I’m in Love with the D.J. – F.M. Discussions (Single/Maxi Dino/EMI)
- 1990: In Tearful Nights – Stephanie Sheri (Single Dino/EMI)
Peaceful Soldier – Stephanie Sheri (Single Dino/EMI)
Die Frau, die bleibt – Ireen Sheer (Single Dino/EMI)
- 1991: Herzen ohne Heimat – Ireen Sheer (Album Track Dino/EMI)
- 1992: One Day – Stephanie Sheri (Single Dino/EMI)
- 2008: Nights in Black Satin – Baccara (Promo Single Edel)
- 2011: Niemand ist so wie du – Marie Vell (Album Track Herz7)

### LP und CD
- 1976: Portrait einer Stimme – Karol Duchon (LP RCA) 1976
Stephanie Lindbergh – Stephanie Lindbergh (LP RCA) 1976
- 1977: Baccara – Baccara (LP RCA)
- 1978: Light My Fire – Baccara (LP RCA)
No Hollywood Movie – Lesley Hamilton (LP RCA)
The Hits of… – Baccara (LP RCA)
- 1979: Colours – Baccara (LP RCA)
- 1981: Give An’ Take – Lesley Hamilton (LP Polydor)
- 1989: End of Time – Out Of Bounds (LP + CD Ariola)
- 1989: Excerpts from a Diary – F.M. Discussions (LP + CD Dino/EMI)
- 1990: Hold on – Stephanie Sheri (LP + CD Dino/EMI)
- 1992: One Day – Stephanie Sheri (CD Dino/EMI)
- 1998: Nostradamus: A Storm of Dreams – Nostradamus (CD Sony/BMG)
- 2001: Elvis Presley Greatest Hits Go Classic – Classic Dream Orchestra (CD Sony/BMG)
- 2007: Nostradamus 2: For a Thousand Years – Nostradamus (CD Edel)
- 2008: Satin in Black and White – Baccara (CD Edel)
- 2009: Seriously Red – Michaela Foster Marsh (CD – CD Baby)